# Maytenus canariensis
El peralillo, Maytenus canariensis  es una especie de árbol perteneciente a la familia  Celastraceae. 

## Descripción
Es un arbusto o árbol de pequeño tamaño que se diferencia de otras especies arbóreas por sus hojas alternas, ovaladas con el borde aserrado irregularmente y por sus frutos, que son cápsulas dehiscentes triloculares, de color verdoso pálido a marrón. 

## Distribución y hábitat
Es endémica de las Islas Canarias, España, donde se encuentra en todas las islas excepto en Lanzarote y localmente es muy común en el matorral de acantilados y zonas rocosas.

## Etimología
Maytenus: nombre latinizado del término chileno maitén, una de las especies del género. 
canariensis: que se encuentra en el archipiélago canario.

## Sinonimia
- Catha cassinoides  (L'Hér.) Webb & Berth.
- Celastrus cassinoides L'Hér.
- Gymnosporia cassinoides (L'Hér.) Masf.
- Maytenus dryandri (Lowe) Loes.[1]